# NGC 745
NGC 745 este o galaxie lenticulară situată în constelația Eridanul. A fost descoperită în 27 octombrie 1834 de către John Herschel. Se află la o distanță de 56,49 de megaparseci de Pământ.